# Laura mía
Laura mía es una telenovela argentina producida y dirigida para ATC (hoy Televisión Pública) en 1981. Fue protagonizada por Soledad Silveyra y Raúl Taibo, como también con Silvia Kutika en el rol antagónico. Además contó con las participaciones estelares de Germán Kraus, Teresa Blasco, Ivonne Fournery, Olga Zubarry, José Luis Mazza y la primera actriz Hilda Bernard.

## Argumento
La historia se desarrolla en un pequeño pueblo cercano a Buenos Aires en el que vive una joven maestra que aspira a poder establecerse algún día lejos de aquel lugar, al que considera mediocre. Sin embargo, allí conocerá a Jorge, hijo de una adinerada familia dueña de una de las casas más lujosas de San Sebastián.

## Elenco
- Soledad Silveyra - Laura
- Raúl Taibo - Jorge
- Silvia Kutika - Valentina
- Germán Kraus
- Teresa Blasco - Chola
- Ivonne Fournery - Angélica
- Olga Zubarry - Caridad
- José Luis Mazza - Fosforito
- Hilda Bernard - Elsa
- Alberto Argibay - Arturo
- Enzo Bellomo - Carlos
- Abel Sáenz Buhr - Julio
- Juana Karsh - Margarita
- Cristina Lemercier - Dra. Mascaro
- Liria Marín - María Montegui
- Jorge Mayor - José
- Miguel Ángel Medrano - Luis
- Inés Moreno
- Carlos Olivieri - Antonio
- Raúl Rizzo - Guillermo
- Gigí Ruá - Vicky

## Equipo de producción
- Historia: Celia Alcántara
- Tema: Laura mía
- Intérprete: Anónimo
- Asistente de producción: Carlos Márquez
- Dirección: Juan Manuel Fontanals
- Productor: Hernán Abrahamnsohn
- Producción ejecutiva: Juan Manuel Fontanals